# Фукуокський марафон

Емблема Фукуокського марафону

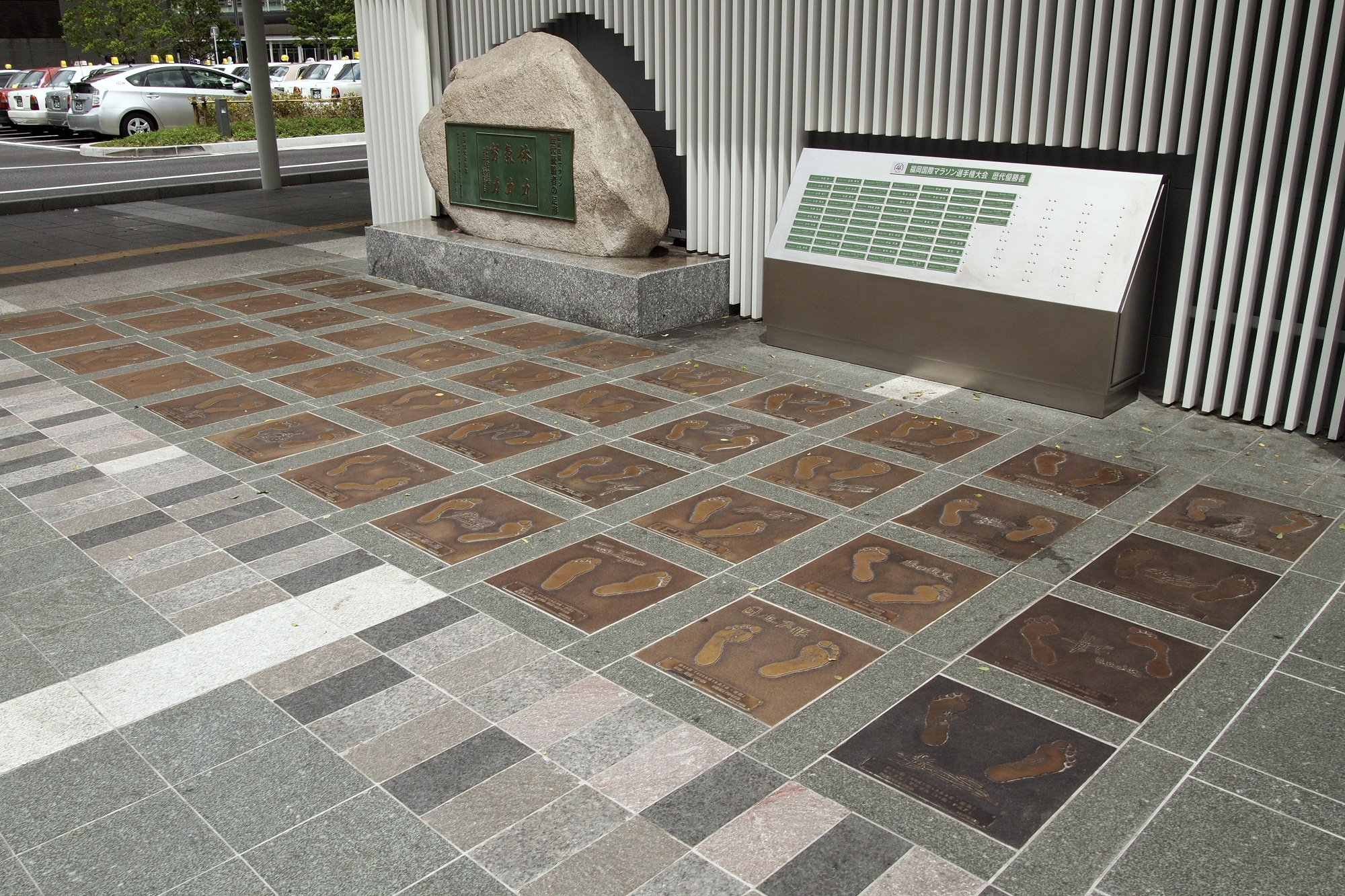
Монумент марафону у місті Фукуока

Фукуо́кський марафон або марафон Фукуо́ки (яп. 福岡国際マラソン, Фукуока Кокусаї Марасон, повна офіційна назва Fukuoka International Open Marathon Championship) - міжнародне змагання з чоловічого марафонського бігу у місті Фукуока (Японія), участь в якому беруть найкращі бігуни. Змагання засноване у 1947 році і проводиться щорічно, як правило, у грудні. Організатори змагання - Японська асоціація легкоатлетичних федерацій, газета Asahi Shimbun, телевізійна мережа TV Asahi та телерадіостанція Kyushu Asahi Hoso (англ. Kyushu Asahi Broadcasting)

## Історія
Перше змагання було проведене в 1947 році у місті Кумамото, де народився "батько японського марафону" бігун Канаґурі Шісо. Участь в забігах брали тільки японські спортсмени.
До 1958 року місце проведення марафону мінялося щорічно.
З 1959 року змагання постійно проводились в місті Фукуока, за виключенням 1963 року, коли марафон приймало Токіо.
З 1954 року участь в змаганнях почали брати іноземні спортсмени. Відповідно турнір отримав назву Asahi International Marathon.
В 2009 році рекорд траси встановив бігун з Ефіопії Цеґає Кебеде з часом 2:05.18

## Переможці
| Дата       | Переможець              | Країна          | Час     | 2 та 3 місця                             | Країна                   |
| ---------- | ----------------------- | --------------- | ------- | ---------------------------------------- | ------------------------ |
| 01.12.2024 | Юя Ёсида                | Японія          | 2:05.16 | Юсуке Нісіяма Патрік Матендж Вамбуї      | Японія Кенія             |
| 03.12.2023 | Майкл Гітхе             | Кенія           | 2:07.08 | Шаохуей Ян Сондре Нордстад Моен          | Китай Норвегія           |
| 04.12.2022 | Мару Тефері             | Ізраїль         | 2:06.43 | Вінсент Раймоі Майкл Гітхе               | Кенія                    |
| 05.12.2021 | Майкл Гітхе             | Кенія           | 2:07.51 | Кьохей Хосоя Рунгару Джеймс              | Японія Кенія             |
| 06.12.2020 | Юя Ёсида                | Японія          | 2:07.05 | Шохей Оцука Нацукі Терада                | Японія                   |
| 01.12.2019 | Таку Фудзимото          | Японія          | 2:09.36 | Джо Фукуда Рабочий Дерес                 | Японія Ефіопія           |
| 02.12.2018 | Юма Хаттори             | Японія          | 2:07.27 | Йемане Цегай Амануел Мезель              | Ефіопія Еритрея          |
| 03.12.2017 | Сондре Нордстад Моен    | Норвегія        | 2:05.48 | Стівен Кіпротич Сугуру Осако             | Уганда Японія            |
| 04.12.2016 | Йемане Цегай            | Ефіопія         | 2:08.48 | Патрік Макау Юкі Каваучі                 | Кенія Японія             |
| 06.12.2015 | Патрік Макау            | Кенія           | 2:08.18 | Получить Фелкер Сатору Сасаки            | Ефіопія Японія           |
| 07.12.2014 | Патрік Макау            | Кенія           | 2:08.22 | Радж Ассефа Но Отис Виолончель делать    | Ефіопія Монголія         |
| 01.12.2013 | Мартин Матати           | Кенія           | 2:07.16 | Джозеф Ґітау Юкі Каваучі                 | Кенія Японія             |
| 02.12.2012 | Джозеф Ґітау            | Кенія           | 2:06.58 | Хорібата Хіроюкі Генрик Шост             | Японія Польща            |
| 04.12.2011 | Джозефат Ндамбірі       | Кенія           | 2:07.36 | Джеймс Мвангі Юкі Каваучі                | Кенія Японія             |
| 05.12.2010 | Гаріб Джауад            | Марокко         | 2:08.24 | Дмитро Сафронов Мацумія Такаюкі          | Росія Японія             |
| 06.12.2009 | Цеґає Кебеде            | Ефіопія         | 2:05.18 | Текесте Кебеде Дмитро Барановський       | Ефіопія Україна          |
| 07.12.2008 | Цеґає Кебеде            | Ефіопія         | 2:06.10 | Сатоші Іріфуне Арата Фуджівара           | Японія                   |
| 02.12.2007 | Семюел Ванджиру         | Кенія           | 2:06.39 | Деріба Мерга Ацуші Сато                  | Ефіопія Японія           |
| 03.12.2006 | Хайле Гебрселассіє      | Ефіопія         | 2:06.52 | Дмитро Барановський Гаріб Джауад         | Україна Марокко          |
| 04.12.2005 | Дмитро Барановський     | Україна         | 2:08.29 | Рей Хуліо Ацуші Фуджіта                  | Іспанія Японія           |
| 05.12.2004 | Цуйоші Оґата            | Японія          | 2:09.10 | Сатоші Осакі Семмі Корір                 | Японія Кенія             |
| 07.12.2003 | Кунічіка Томоакі        | Японія          | 2:07.52 | Тошінарі Сува Тошінарі Такаока           | Японія                   |
| 01.12.2002 | Абера Гезахегне         | Ефіопія         | 2:09.13 | Цуйоші Оґата Ерік Вайнайна               | Японія Кенія             |
| 02.12.2001 | Абера Гезахегне         | Ефіопія         | 2:09.25 | Коджі Шімізу Тошінарі Такаока            | Японія                   |
| 03.12.2000 | Ацуші Фуджіта           | Японія          | 2:06.51 | Бон Ю Лі Абдулла Бехар                   | Південна Корея Франція   |
| 05.12.1999 | Абера Гезахегне         | Ефіопія         | 2:07.54 | Мохамед Оаєді Вандерлей де Ліма          | Франція Бразилія         |
| 06.12.1998 | Джексон Кабіга          | Кенія           | 2:08.42 | Нобуюкі Сато Тадаюкі Оджіма              | Японія                   |
| 07.12.1997 | Джосія Туґване          | ПАР             | 2:07.28 | Тошіюкі Хаята Нозомі Сахо                | Японія                   |
| 01.12.1996 | Бон Ю Лі                | Південна Корея  | 2:10.48 | Альберто Хусдадо Луїс Антоніо дос Сантос | Іспанія Бразилія         |
| 03.12.1995 | Луїс Антоніо дос Сантос | Бразилія        | 2:09.30 | Антоніо Серрано Масакі Оя                | Іспанія Японія           |
| 04.12.1994 | Боай Аконай             | Танзанія        | 2:09.45 | Мануель Матіас Вальденор дос Сантос      | Португалія Бразилія      |
| 05.12.1993 | Діонісіо Серон          | Мексика         | 2:08.51 | Герт Тіс Вальденор дос Сантос            | ПАР Бразилія             |
| 06.12.1992 | Неґере Тена             | Ефіопія         | 2:09.04 | Лоуренс Пеу Дієґо Ґарсія                 | ПАР Іспанія              |
| 01.12.1991 | Моріта Шуїчі            | Японія          | 2:10.58 | Такехару Хонда Хітоші Саотоме            | Японія                   |
| 02.12.1990 | Денсамо Белайне         | Ефіопія         | 2:11.35 | Цутому Хірояма Майк О'Рейлі              | Японія Ірландія          |
| 03.12.1989 | Мануель Матіас          | Португалія      | 2:12.54 | Равіль Кашапов Тору Козасу               | СРСР Японія              |
| 04.12.1988 | Шібутані Тошіхіро       | Японія          | 2:11.04 | Денсамо Белайне Равіль Кашапов           | Ефіопія СРСР             |
| 06.12.1987 | Накаяма Такеюкі         | Японія          | 2:08.18 | Масанарі Шінтаку Йорг Петер              | Японія НДР               |
| 07.12.1986 | Ікангаа Джума           | Танзанія        | 2:10.06 | Юічіро Осуда Бруно ЛаФранкі              | Японія Швейцарія         |
| 01.12.1985 | Шінтаку Хісатоші        | Японія          | 2:09.51 | Хіромі Танігучі Куніміцу Іто             | Японія                   |
| 02.12.1984 | Накаяма Такеюкі         | Японія          | 2:10.00 | Таісуке Кодама Міхаель Хейльманн         | Японія НДР               |
| 04.12.1983 | Тошіхіко Секо           | Японія          | 2:08.52 | Ікангаа Джума Шіґеру Со                  | Танзанія Японія          |
| 05.12.1982 | Пол Баллінгер           | Нова Зеландія   | 2:10.15 | Хідекі Кіта Бруно ЛаФранкі               | Японія Швейцарія         |
| 06.12.1981 | Роберт де Кастелла      | Австралія       | 2:08.18 | Куніміцу Іто Шіґеру Со                   | Японія                   |
| 07.12.1980 | Тошіхіко Секо           | Японія          | 2:09.45 | Такеші Со Куніміцу Іто                   | Японія                   |
| 02.12.1979 | Тошіхіко Секо           | Японія          | 2:10.35 | Шіґеру Со Такеші Со                      | Японія                   |
| 03.12.1978 | Тошіхіко Секо           | Японія          | 2:10.21 | Хідекі Кіта Шіґеру Со                    | Японія                   |
| 04.12.1977 | Вільям Роджерс          | США             | 2:10.56 | Леонід Моїсеєв Массімо Маньяні           | СРСР Італія              |
| 05.12.1976 | Жером Дрейтон           | Канада          | 2:12.35 | Іан Томпсон Вальдемар Цєрпінські         | Велика Британія НДР      |
| 07.12.1975 | Жером Дрейтон           | Канада          | 2:10.09 | Девід Четтл Вільям Роджерс               | Австралія США            |
| 08.12.1974 | Френк Шортер            | США             | 2:11.32 | Екхард Лессе Пекка Пайварінта            | НДР Фінляндія            |
| 02.12.1973 | Френк Шортер            | США             | 2:11.45 | Браян Армстронг Екхард Лессе             | Канада НДР               |
| 03.12.1972 | Френк Шортер            | США             | 2:10.30 | Джон Фаррінгтон Кенічі Оцукі             | Австралія Японія         |
| 05.12.1971 | Френк Шортер            | США             | 2:12.51 | Акіо Усамі Джек Фостер                   | Японія Нова Зеландія     |
| 06.12.1970 | Акіо Усамі              | Японія          | 2:10.38 | Кеннет Мур Йошіакі Унетані               | США Японія               |
| 07.12.1969 | Жером Дрейтон           | Канада          | 2:11.13 | Роналд Гілл Хаямі Танімура               | Велика Британія Японія   |
| 08.12.1968 | Вільям Адкокс           | Велика Британія | 2:10.48 | Йошіакі Унетані Тадаакі Уеока            | Японія                   |
| 03.12.1967 | Дерек Клейтон           | Австралія       | 2:09.37 | Сеїчіро Сасакі Девід МакКензі            | Японія Нова Зеландія     |
| 27.11.1966 | Майк Раян               | Нова Зеландія   | 2:14.05 | Хідекуні Хірошіма Хіроказу Окабе         | Японія                   |
| 10.10.1965 | Хідекуні Хірошіма       | Японія          | 2:18.36 | Такаюкі Накао Масацуґу Фуцухара          | Японія                   |
| 06.12.1964 | Тору Терасава           | Японія          | 2:14.49 | Такаюкі Накао Хідекуні Хірошіма          | Японія                   |
| 15.10.1963 | Джефф Джуліан           | Нова Зеландія   | 2:18.01 | Кенджі Кіміхара Аурель Вандердрессхе     | Японія Бельгія           |
| 02.12.1962 | Тору Терасава           | Японія          | 2:16.19 | Такаюкі Накао Кенджі Кіміхара            | Японія                   |
| 03.12.1961 | Павел Канторек          | Чехословаччина  | 2:22.05 | Ейно Оксанен Нобуйоші Саданаґа           | Фінляндія Японія         |
| 04.12.1960 | Баррі Меґі              | Нова Зеландія   | 2:19.04 | Пааво Котіла Павел Канторек              | Фінляндія Чехословаччина |
| 08.11.1959 | Курао Хірошіма          | Японія          | 2:29.34 | Павел Канторек Нобуйоші Саданаґа         | Чехословаччина Японія    |
| 07.12.1958 | Нобуйоші Саданаґа       | Японія          | 2:24.01 | Вейкко Карвонен Франьо Міхаліч           | Фінляндія Югославія      |
| 01.12.1957 | Курао Хірошіма          | Японія          | 2:21.40 | Пааво Котіла Йошіакі Кавашіма            | Фінляндія Японія         |
| 09.12.1956 | Кеізо Ямада             | Японія          | 2:25.15 | Тойохічі Наката Суміо Хоріноучі          | Японія                   |
| 11.12.1955 | Вейкко Карвонен         | Фінляндія       | 2:23.16 | Курао Хірошіма Ейно Пулккінен            | Японія Фінляндія         |
| 05.12.1954 | Рейнальдо Ґорно         | Аргентина       | 2:24.55 | Вейкко Карвонен Ерккі Пуолакка           | Фінляндія                |
| 06.12.1953 | Хідео Хамамура          | Японія          | 2:27.26 | Курао Хірошіма Нобуйоші Саданаґа         | Японія                   |
| 07.12.1952 | Кацуо Нішіда            | Японія          | 2:27.59 | Хідео Хамамура Кейзо Ямада               | Японія                   |
| 09.12.1951 | Хіромі Хаіґо            | Японія          | 2:30:13 | Тадаші Асаї Йошітака Учікава             | Японія                   |
| 10.12.1950 | Шунджі Коянаґі          | Японія          | 2:30.47 | Кацуо Нішіда Хіромі Хаіґо                | Японія                   |
| 04.12.1949 | Шінзо Коґа              | Японія          | 2:40.26 | Кеізо Ямада Джіїчі Нода                  | Японія                   |
| 05.12.1948 | Сабуро Ямада            | Японія          | 2:37.25 | Казуо Міязакі Тойоказу Боуко             | Японія                   |
| 07.12.1947 | Тошіказу Вада           | Японія          | 2:45.45 | Шінзо Коґа Фуміо Бабасакі                | Японія                   |

## Місця проведення
В дані роки забіги проводилися не у Фукуоці:
- 1947 - Кумамото
- 1948 - Такамацу
- 1949 - Шідзуока
- 1950 - Хіросіма
- 1952 - Убе
- 1953 - Нагоя
- 1954 - Камакура
- 1956 - Нагоя
- 1958 - Уцуномія
- 1963 - Токіо